# Ulica Juliusza Zarębskiego w Katowicach
Ulica Juliusza Zarębskiego w Katowicach – ulica w Katowicach, położona w północno-zachodniej części miasta, przebiegająca w całości przez obszar dzielnicy Załęże, pomiędzy ulicami Gliwicką a P. Pośpiecha.
Charakteryzuje się zabudową złożoną głównie z familoków z początków XX wieku. Przy ulicy swoją siedzibę ma m.in. Zespół Szkół i Placówek nr 2 w Katowicach.

## Charakterystyka i przebieg

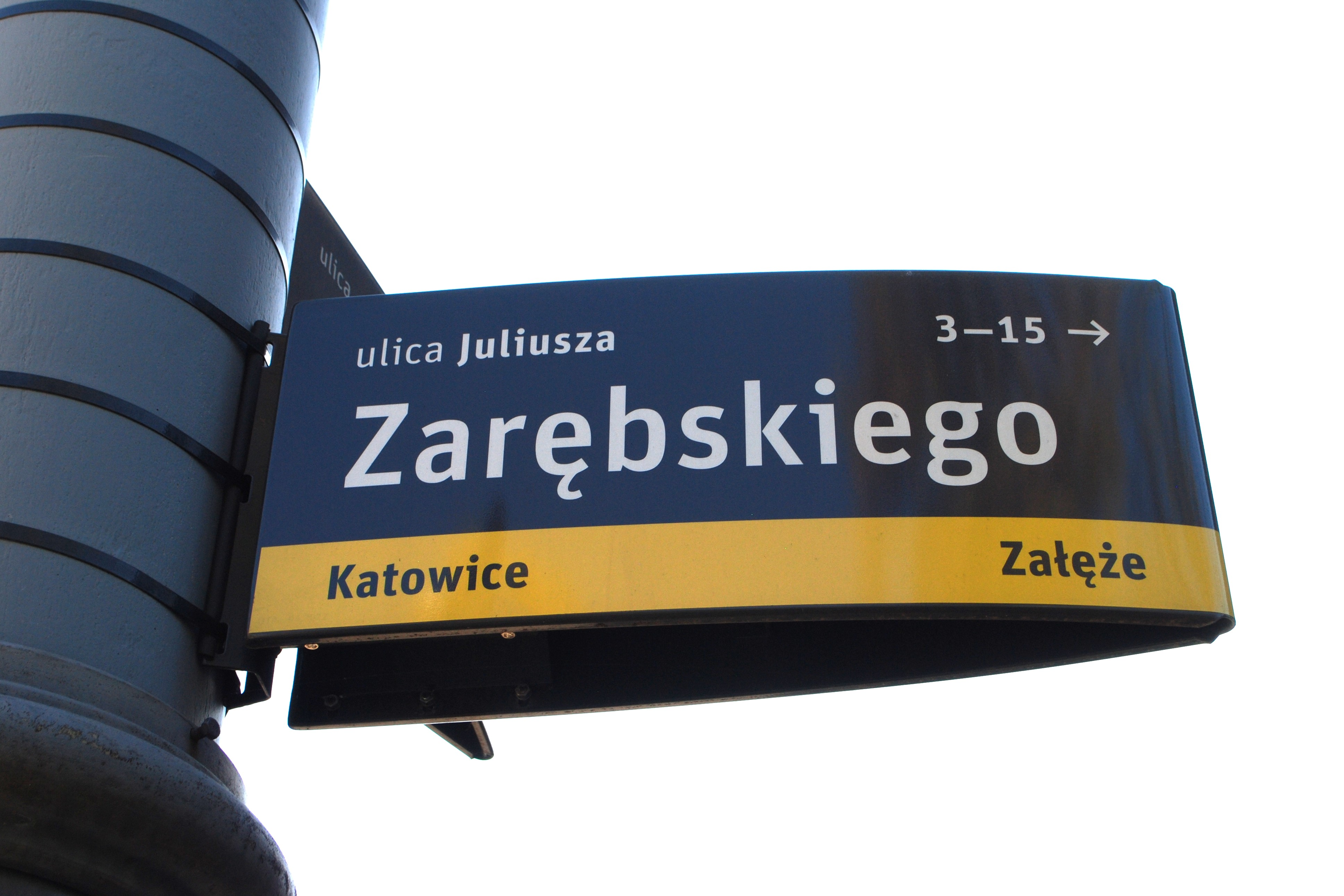
Tablica katowickiego SIM-u nazwą ulicy J. Zarębskiego (2024)

Ulica J. Zarębskiego przebiega przez teren katowickiej dzielnicy Załęże na całej swojej długości. Zaczyna się na skrzyżowaniu z ulicą Gliwicką (prostopadle) i Marcina (na wprost) i na całej swojej długości ma przebieg zbliżony do prostolinijnego, w kierunku południowym. Kończy swój bieg na skrzyżowaniu z północną jezdnią ulicy P. Pośpiecha.
Jest to droga gminna nr 100220S o klasie drogi dojazdowej (D). Posiada nawierzchnię bitumiczną o średniej szerokości 5 m, a jej długość wynosi 255 m. W systemie TERYT ulica widnieje pod numerem 25660, natomiast kod pocztowy dla adresów wzdłuż niej to 40-854. Jest ona w administracji Miejskiego Zarządu Ulic i Mostów w Katowicach.
Ulicą nie kursują pojazdy miejskiego transportu zbiorowego Zarządu Transportu Metropolitalnego, natomiast najbliższe przystanki, zarówno autobusowe, jak i tramwajowe, to położone wzdłuż ulicy Gliwickiej Załęże Janasa i Załęże Kościół.
Patronem ulicy jest Juliusz Zarębski – pianista i kompozytor.

## Historia

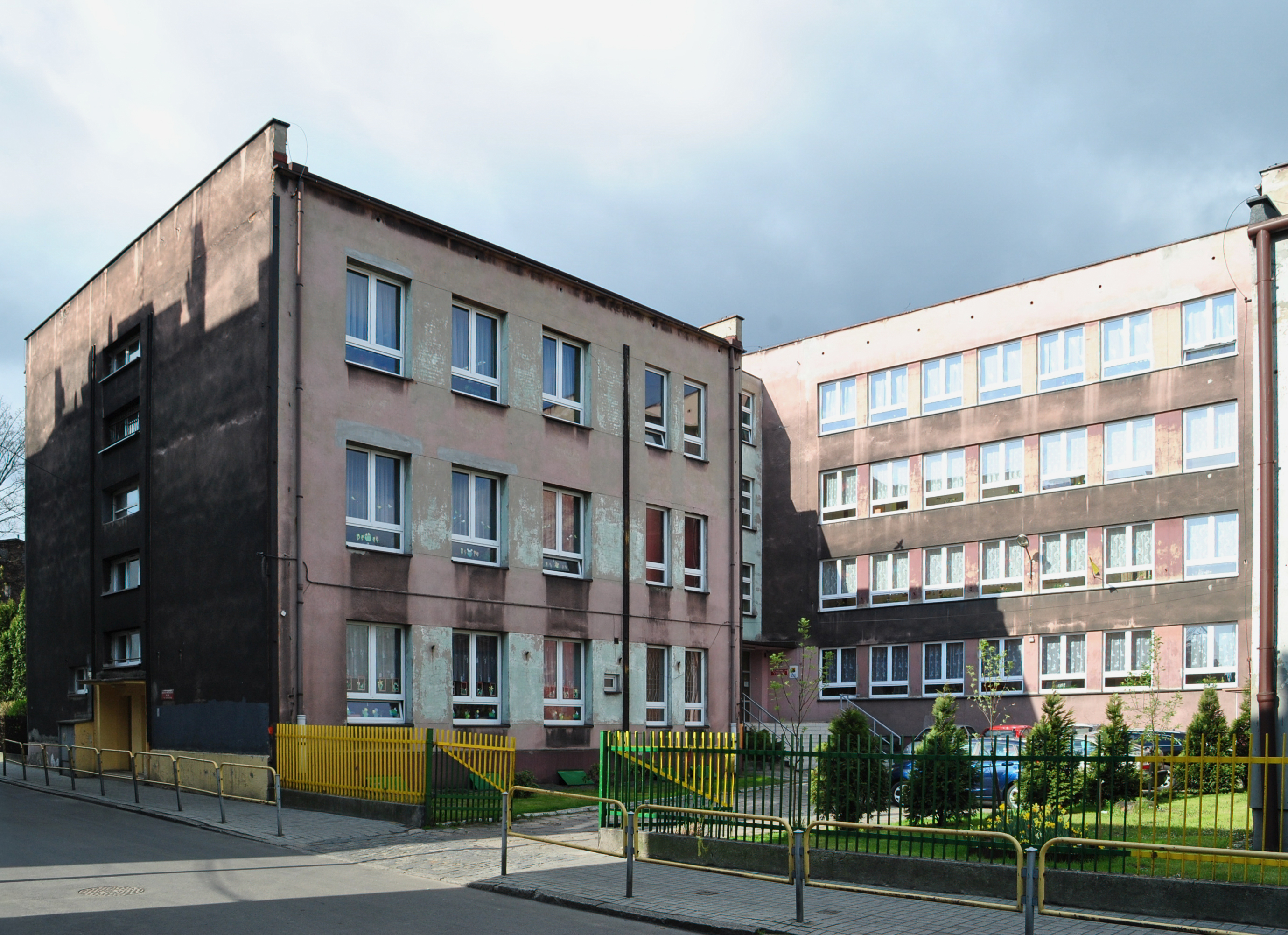
Siedziba Zespołu Szkół i Placówek nr 2 w Katowicach (2014)

Powstanie ulicy J. Zarębskiego ma związek z rozwojem i wzrostem liczby pracowników kopalni węgla kamiennego „Kleofas” (ówcześnie „Cleophas”), kiedy to pomiędzy główną drogą wiejską Załęża (późniejszą ulicą Gliwicką) a torami kolejowymi, a w mniejszym stopniu po jej północnej stronie, powstawały nowe grupy zabudowy, szczególnie intensywnie w latach 90. XIX wieku i na początku XX wieku. Zabudowa powstawała m.in. wzdłuż nowo wytyczonych uliczek, które przebiegiem nawiązywały do dawnych podziałów gruntów – wśród nich była to ulica J. Zarębskiego.
Ulicy nie ma jeszcze na mapie wydanej w 1883 roku, natomiast na jej wysokości, przy późniejszej ulicy Gliwickiej została zaznaczona szkoła. Placówka ta powstała w 1827 roku, a pierwszym nauczycielem był Franciszek Zarębski. Mieściła się pierwotnie w wynajętej drewnianej chacie chłopskiej.
Ulica J. Zarębskiego została wytyczona na podstawie planu budowlanego, a planowana siatka ulic była widoczna na mapie w lat 1901–1903. Zakładał on całkowitą urbanizację tej części Załęża i usytuowanie zabudowy wzdłuż nowych ulic w układzie szachownicowym, co zrealizowano fragmentarycznie. W 1900 roku nowej drodze nadano nazwę Schulstrasse.
Przy ulicy powstawała zabudowa wielorodzinna (familoki) o kubicznych bryłach, ceglana i nieotynkowana, w stylu historyzmu ceglanego prostego, a na zapleczu wznoszono komórki gospodarcze w ogródkach. W pierwszej kolejności powstało budownictwo przemysłowe od strony biegnącej w pobliżu bocznicy kolejowej, gdzie działała odlewnia metali „Silesia” Grützmachera. Pierwszy budynek mieszkalny postawił w 1907 roku Peter Mamlas, rok później została oddana do użytku kamienica Floriana Namyslo, w 1909 roku Antona Skrzyptza i Johana Kowolika, natomiast w 1914 roku Adolfa Singera.
W 1920 roku droga nosiła nazwę Ulica Szkolna, od 1925 roku Ulica Juliusza Zarębskiego. W latach międzywojennych budynki wzdłuż ulicy J. Zarębskiego były własnością Śląskiego Urzędu Wojewódzkiego (pod nr. 5 i 5a) oraz osób prywatnych, a także funkcjonowały warsztaty rzemieślnicze i placówki handlowe. W czasach niemieckiej okupacji Polski w latach 1939–1945 droga nosiła nazwę Martinstrasse, po czym wrócono do poprzedniej.
W 1962 roku rozbudowano gmach Szkoły Podstawowej nr 20 przy ulicy J. Zarębskiego 2. Starszą część wyremontowano i przeznaczono na przedszkole, a sale lekcyjne i pracownie znalazły się w nowo wybudowanej części. Otwarcie nowego budynku szkolnego nastąpiło 1 września 1966 roku. W 2017 roku Młodzieżowy Dom Kultury w Katowicach został włączony do Zespołu Szkół i Placówek nr 2 w Katowicach, zmieniając swoją siedzibę na gmach przy ulicy J. Zarębskiego 2.
W 2019 roku wymieniono oświetlenie ulicy, tj. 10 opraw i słupów oraz linię zasilającą, natomiast w latach 2020–2021 przeprowadzono termomodernizację budynków pod nr. 5-5a i 7a.

## Obiekty zabytkowe i historyczne

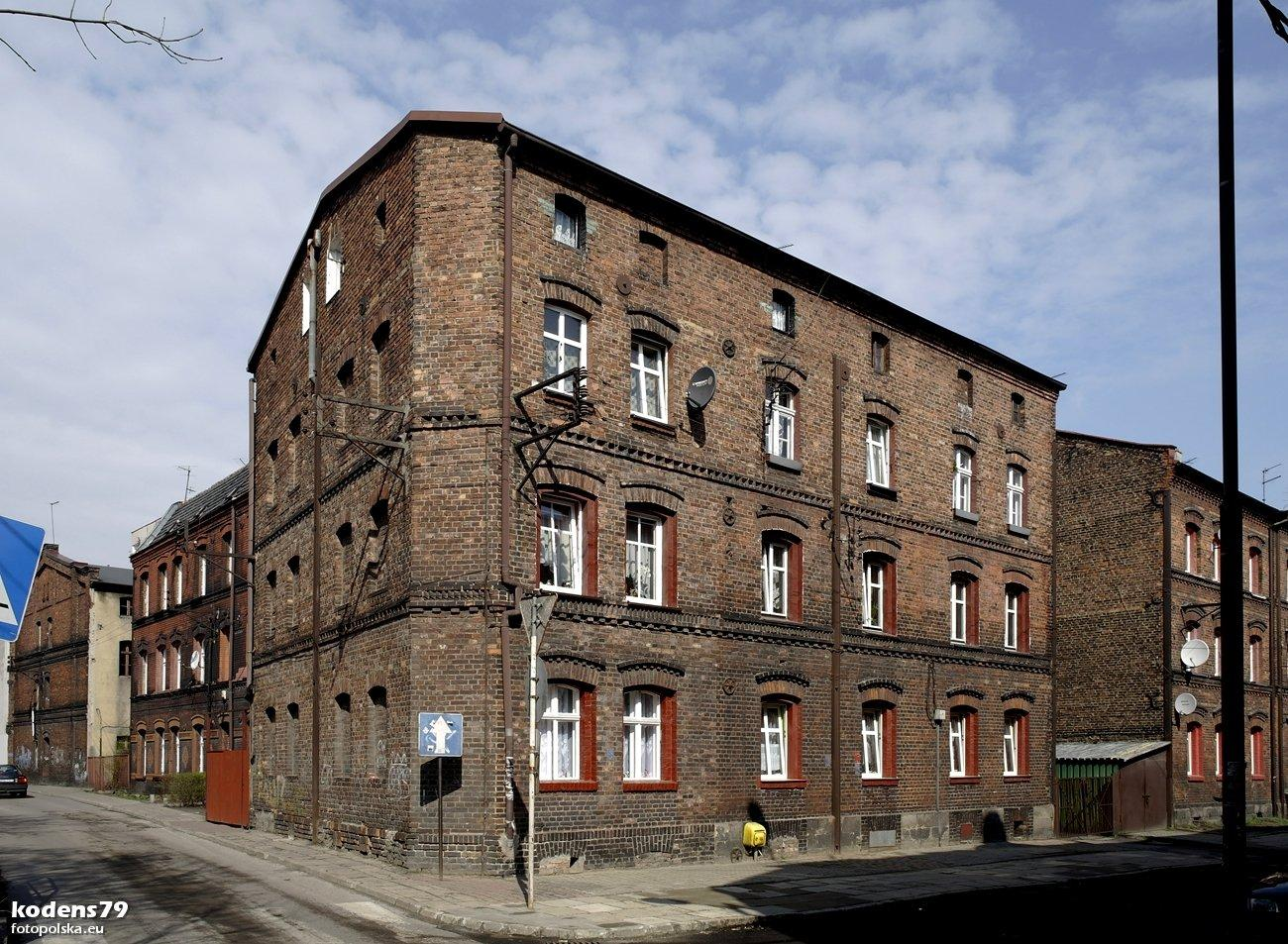
Familok pod nr. 12 (2012)

- Kamienica (ul. J. Zarębskiego 3) – z 1907 roku w stylu modernizmu ceglanego; jest to obiekt murowany z cegły, trzykondygnacyjny, z wtórnym poddaszem, posada skromną artykulację i dekorację[23],
- Kamienica (ul. J. Zarębskiego 5) – z lat 1913–1915 (bądź 1927–1929[24]) roku w stylu modernizmu; jest to obiekt murowany z cegły, tynkowany, pięciokondygnacyjny, kryty dachem czterospadowym mansardowym; posiada takie detale, jak m.in. szczyt schodkowy, skromną artykulację czy portal[25],
- Familok (ul. J. Zarębskiego 6) – z początków XX wieku w stylu historyzmu ceglanego prostego; jest to obiekt murowany z cegły i z kamienną podmurówką, trzykondygnacyjny, zwieńczony dachem dwuspadowym; posiada skromne gzymsy i łuki odcinkowe nad otworami okiennymi[25],
- Familok (ul. J. Zarębskiego 7) – z początków XX wieku w stylu historyzmu; jest to obiekt murowany z cegły, tynkowany, trzykondygnacyjny, zwieńczony dachem jednospadowym[25],
- Familok (ul. J. Zarębskiego 8) – z początków XX wieku w stylu historyzmu ceglanego prostego; jest to obiekt murowany z cegły i z kamienną podmurówką, czterokondygnacyjny, zwieńczony dachem dwuspadowym; posiada skromne gzymsy i łuki odcinkowe[26],
- Zespół familoków (ul. J. Zarębskiego 9 i 11) – z początków XX wieku w stylu historyzmu ceglanego prostego; są to obiekty murowane z cegły, czterokondygnacyjne, zwieńczone dachem jednospadowym; posiadają skromne dekoracyjne artykulacje[26],
- Familok (ul. J. Zarębskiego 10) – z początków XX wieku w stylu historyzmu ceglanego prostego; jest to obiekt murowany z cegły i z kamienną podmurówką, trzykondygnacyjny, zwieńczony dachem dwuspadowym; posiada skromną gzymsową artykulację poziomą i łuki odcinkowe nad oknami[27],
- Familok (ul. J. Zarębskiego 12) – z początków XX wieku w stylu historyzmu ceglanego prostego; jest to obiekt murowany z cegły i z kamienną podmurówką, trzykondygnacyjny, zwieńczony dachem dwuspadowym; posiada skromną artykulację i dekorację[27],
- Zespół familoków (ul. J. Zarębskiego 13 i 15) – z 1912 roku w stylu secesji o skromnych cechach stylowych; są to obiekty murowane z cegły, trzykondygnacyjne z poddaszem, zwieńczone dachem dwuspadowym; posiadają bardzo skromną dekorację i artykulację[27],
- Familok (ul. J. Zarębskiego 14) – z początków XX wieku w stylu historyzmu ceglanego prostego; jest to obiekt murowany z cegły, trzykondygnacyjny, zwieńczony dachem dwuspadowym; posiada skromną artykulację i detal[27].

## Gospodarka i instytucje
Według stanu z początku października 2024 roku w systemie REGON było zarejestrowanych ponad 30 podmiotów gospodarczych z siedzibą przy ulicy J. Zarębskiego, w tym m.in.: Zespół Szkół i Placówek nr 2 w Katowicach (Przedszkole nr 26 im. Mariana Mroza, Szkoła Podstawowa nr 20 im. Tadeusza Rejtana i Młodzieżowy Dom Kultury; ul. J. Zarębskiego 2), Klub Sportowy Capoeira Camangula (ul. J. Zarębskiego 5a) i PZD ROD „Chryzantema”, a także firmy usługowe, warsztat samochodowy, wspólnota mieszkaniowa i inne.
Wierni rzymskokatoliccy mieszkający przy ulicy J. Zarębskiego przynależą do parafii św. Józefa.